# Alex Christensen
Alex Jörg Christensen (Hamburg, 7 april 1967) is een Duitse DJ en producer. Sinds 2002 werkt de artiest ook onder de naam Alex C.

## Levensloop
Christensen begon in 1991 als muziekproducent en dj. Hij scoorde onder het pseudoniem U96 in 1992 direct een top 4-hit met een technoversie van Das Boot. Dit was een van de eerste grote technohits in de Top 40.
Als producent en/of componist werkte Christensen onder andere voor Right Said Fred, Tom Jones, *NSYNC, Rollergirl, Marianne Rosenberg, Sarah Brightman, en ATC.
In 2002 nam de artiest enkele nummers op samen met Yasmin Knock, die hij ontmoet had toen ze samen in de jury zaten tijdens het tweede seizoen van het Duitse Popstars.
Christensen vertegenwoordigde Duitsland in de finale van het Eurovisiesongfestival 2009 in Moskou, samen met Oscar Loya, waar ze het nummer "Miss Kiss Kiss Bang" ten gehore brachten. Met dit nummer eindigden ze op de 20ste plaats.
In 2017 maakt hij de plaat Classical 90's hits met het Orkest van Berlijn. Hierop maakt hij symfonische versies van hits van Olive, Scooter, 2 Unlimited en Haddaway.

## Grootste hit
In 2007 kwam in samenwerking met Y-Ass het nummer Du hast den schönsten Arsch der Welt uit. Dit nummer betekende voor Christensen een doorbraak in het buitenland. Het nummer haalde hoge noteringen in tientallen landen en werd vervolgens in meerdere talen uitgebracht. In enkele landen werd de melodie echter iets aangepast teneinde een beetje in te spelen op de huidige muzieksmaak van de inwoners. Enkele versies van dit nummer zijn:
- Alex C ft. Y-Ass - Du Hast Den Schönsten Arsch Der Welt (Duits - Origineel)
- Trasero - Lekkerste Kont Van Het Land (Nederlands)
- Alex C ft. Y-Ass - Sweetest Ass In The World (Engels)
- Alex C ft. Y-Ass - Tienes El Culo Más Bello Del Mundo (Spaans)
- Alex C ft. Y-Ass - Tu As Le Plus Beau Cul Du Monde (Frans)
- Mr.Vee & Michaela - Máš Nejhezčí Zadek Na Světě (Tsjechisch)
- Släm - Sul On Kõige Kaunim Kann (Estisch)

## Discografie

### Singles OnderU96
| Singles | Singles                     | Singles             | Singles | Singles | Singles | Singles | Singles | Singles | Singles               | Singles |
| Jaar    | Titel                       | Album               | NL      | BE      | VS      | VK      | DL      | Fr      | Opmerkingen           |         |
| ------- | --------------------------- | ------------------- | ------- | ------- | ------- | ------- | ------- | ------- | --------------------- | ------- |
| 1992    | Das Boot                    | Das Boot            | 4       | -       | -       | 18      | 1       | -       |                       |         |
| 1992    | I Wanna Be a Kennedy        | Das Boot            | 36      | -       | -       | -       | 3       | -       |                       |         |
| 1992    | Come 2gether                | Das Boot            | -       | -       | -       | -       | 36      | -       |                       |         |
| 1992    | Ambient Underworld          | Das Boot            | -       | -       | -       | -       | -       | 36      | Alleen in Frankrijk   |         |
| 1992    | Das Boot.Kennedy Megamix    | -                   | -       | -       | -       | -       | -       | 3       | Alleen in Frankrijk   |         |
| 1993    | Love Sees No Colour         | Replugged           | 16      | -       | -       | -       | 6       | -       |                       |         |
| 1993    | Love Sees No Colour [Remix] | -                   | -       | -       | -       | -       | 38      | -       |                       |         |
| 1993    | Night in Motion             | Replugged           | tip4    | -       | -       | -       | 9       | -       |                       |         |
| 1994    | Inside Your Dreams          | -                   | 18      | -       | -       | -       | 11      | -       |                       |         |
| 1994    | Smile on Your Face          | -                   | -       | -       | -       | -       | 35      | -       | PeCh (geen U96)       |         |
| 1995    | Love Religion               | Club Bizarre-       | 9       | -       | -       | -       | 5       | -       |                       |         |
| 1995    | Club Bizarre                | Club Bizarre        | 11      | -       | -       | -       | 19      | -       |                       |         |
| 1995    | Movin                       | Club Bizarre        | tip7    | -       | -       | -       | 91      | -       |                       |         |
| 1995    | Boot II                     | Club Bizarre        | -       | -       | -       | -       | -       | -       | Alleen in Noorwegen   |         |
| 1996    | Heaven                      | Heaven              | 15      | -       | -       | -       | 4       | -       |                       |         |
| 1996    | A Night to Remember         | Heaven              | -       | -       | -       | -       | 21      | -       |                       |         |
| 1996    | Venus in Chains             | Heaven              | -       | -       | -       | -       | 75      | -       |                       |         |
| 1996    | Love Generation             | -                   | -       | -       | -       | -       | -       | -       | Alleen in Scandinavië |         |
| 1997    | Seven Wonders               | -                   | -       | -       | -       | -       | 40      | -       |                       |         |
| 1998    | Energie                     | -                   | -       | -       | -       | -       | 23      | -       |                       |         |
| 1998    | Beweg dich Baby             | -                   | -       | -       | -       | -       | -       | -       |                       |         |
| 2001    | Das Boot 2001               | -                   | -       | -       | -       | -       | 16      | -       |                       |         |
| 2003    | We Call It Love             | -                   | -       | -       | -       | -       | -       | -       | Alleen op Vinyl       |         |
| 2006    | Vorbei                      | Out of Wilhelmsburg | -       | -       | -       | -       | 28      | -       | ft. Ben               |         |
| 2006    | Mr. DJ Put On the Red Light | Out of Wilhelmsburg | -       | -       | -       | -       | 77      | -       | ft. Das BO            |         |

### Singles Onder Alex C.
| Singles | Singles                              | Singles  | Singles | Singles | Singles | Singles | Singles | Singles | Singles       | Singles |
| Jaar    | Titel                                | Album    | NL      | BE      | VS      | VK      | DL      | Fr      | Opmerkingen   |         |
| ------- | ------------------------------------ | -------- | ------- | ------- | ------- | ------- | ------- | ------- | ------------- | ------- |
| 2002    | Rhythm of the Night                  | -        | -       | -       | -       | -       | 28      | -       | ft. Yasmin K. |         |
| 2002    | Amigos Forever                       | -        | -       | -       | -       | -       | 35      | -       | ft. Yasmin K. |         |
| 2003    | Angel of Darkness                    | -        | -       | -       | -       | -       | 21      | -       | ft. Yasmin K. |         |
| 2007    | Du hast den schönsten Arsch der Welt | -        | -       | -       | -       | 57      | 1       | -       | ft. Y-Ass     |         |
| 2007    | Doktorspiele                         | Euphorie | -       | -       | -       | -       | 4       | -       | ft. Y-Ass     |         |
| 2008    | Du bist so Porno                     | Euphorie | -       | -       | -       | -       | 21      | -       | ft. Y-Ass     |         |
| 2008    | Liebe zu dritt                       | Euphorie | -       | -       | -       | -       | 28      | -       | ft. Y-Ass     |         |

### Singles Onder Alex Swings Oscar Sings!
| Singles | Singles             | Singles      | Singles | Singles | Singles | Singles | Singles | Singles | Singles        | Singles |
| Jaar    | Titel               | Album        | NL      | BE      | VS      | VK      | DL      | Fr      | Opmerkingen    |         |
| ------- | ------------------- | ------------ | ------- | ------- | ------- | ------- | ------- | ------- | -------------- | ------- |
| 2009    | Miss Kiss Kiss Bang | Heart 4 Sale | -       | -       | -       | 85      | 20      | -       | ft. Oscar Loya |         |